# Colonização sueca da América
A Suécia estabeleceu colônias nas Américas em meados do século XVII, incluindo a colônia de Nova Suécia (1638-1655) no Rio Delaware no que é hoje Delaware, Nova Jérsei, Pensilvânia e Maryland, bem como duas possessões no Caribe durante os séculos XVIII e XIX.

## América do Norte
A colônia da Nova Suécia foi fundada em 1638 pela primeira expedição da Companhia da Nova Suécia, um consórcio de interesses comerciais suecos, holandeses e alemães formado em 1637. A colônia estava localizada ao longo do Rio Delaware com assentamentos na Delaware moderna (por exemplo, Wilmington, Delaware, Pensilvânia (por exemplo, Filadélfia) e Nova Jersey (por exemplo,  Nova Estocolmo e Swedesboro, Nova Jérsei ao longo de locais onde comerciantes suecos e holandeses visitaram por décadas.
Na época (até 1809) Finlândia fazia parte do Reino da Suécia, e alguns dos colonos das colônias da Suécia vieram da atual Finlândia ou eram falantes de finlandês. Os suecos e finlandeses trouxeram seu projeto log house para a América, onde se tornou a típica cabana de madeira dos pioneiros. Os colonos suecos estabeleceram uma relação comercial com o Susquehannock e os apoiaram em sua guerra bem-sucedida contra os colonos de Maryland. Enquanto um poder naval do Báltico, o poder internacional do Império Sueco estava enraizado no poder militar terrestre, e quando outra guerra geral engolfou o norte da Europa, a Marinha Real Sueca foi incapaz de proteger a colônia. Posteriormente, a jovem colônia foi eventualmente anexada pela Holanda, que percebeu a presença de colonos suecos na América do Norte como uma ameaça aos seus interesses nos Novos Países Baixos.

## Caribe
A colônia sueca de São Bartolomeu (1784-1878) foi operada como uma zona franca (porto livre). A capital Gustavia mantém seu nome sueco. Guadalupe (1813-1814) ficou em posse da Suécia como consequência das Guerras Napoleônicas. Deu origem ao Fundo de Guadalupe.

## Outros assentamentos
Os emigrantes suecos continuaram a ir para as Américas para se estabelecer em outros países ou colônias. A metade do século XIX e o início do século XX viram uma grande Imigração sueca para os Estados Unidos. Aproximadamente 1,3 milhões de suecos se estabeleceram nos EUA durante esse período, e atualmente há cerca de quatro milhões de  sueco-americanos, em 2008.
O imperador Dom Pedro II do Brasil, incentivou a imigração, resultando na entrada de um número considerável de suecos no Brasil, estabelecendo-se principalmente nas cidades de Joinville e Ijuí. No final do século XIX, a Província de Misiones na Argentina era um importante centro de imigração sueca e lançou as bases de uma população de sueco-argentinos.

## Outras fontes
- Barton, H. Arnold (1994) A Folk Divided: Homeland Swedish and Swedish Americans, 1840–1940.  (Uppsala: Acta Universitatis Upsaliensis).
- Benson, Adolph B. e Naboth Hedin, eds. (1938)  Swedes in America, 1638–1938 (New Haven, CT: Yale University Press) ISBN 978-0-8383-0326-9
- Johnson, Amandus (1927) The Swedes on the Delaware (International Printing Company, Philadelphia)

## Leitura relacionada
- Jameson, J. Franklin (1887) Willem Usselinx: Fundador das Companhias Holandesas e Suecas das Índias Ocidentais (G.P. Putnam's Sons)